# 斯帕克斯山 (伊利諾伊州)
斯帕克斯山（英語：Sparks Hill）是位於美國伊利諾伊州哈丁縣的一個非建制地區。該地的面積和人口皆未知。

## 地理
斯帕克斯山的座標為37°35′05″N 88°17′14″W / 37.58472°N 88.28722°W，而該地的平均海拔高度為186米（即610英尺）。